# Von dir ein Tattoo
Von dir ein Tattoo ist ein Lied des österreichischen Popsängers Josh. aus dem Jahr 2022.

## Inhalt
Josh thematisiert darin, die Erinnerung an eine Beziehung, die schon längst vorbei ist, aber nicht aus seinem Kopf möchte! Das im Refrain besungene Tattoo wird dabei als Gleichnis für ein Liebesverhältnis, dass sich ebenso nicht aus dem Gedächtnis entfernen lässt, verwendet.

## Musikvideo
Das von Reinhard Fenzl gedrehte Musikvideo wurde mit den beiden Hauptdarstellern Nikolai Will und Sandra Willmann besetzt. Darin wird die von Josh besungene Liebesbeziehung während der Kennenlernphase in einem Spielkasino sinnbildlich dargestellt. Das Video wie auch der Song sind im Stil der 80er Jahre gehalten. Passend dazu wird die Handlung mit Josh, der aus einem Röhrenfernseher singt, ergänzt. Bei YouTube verzeichnet das Musikvideo bisher über eine Million Aufrufe (Stand: Januar 2024).

## Preise
Bei der Amadeus-Verleihung 2023 wurde Josh mit der Single in der Kategorie Pop / Rock ausgezeichnet. Weiterhin erhielt der Song eine Nominierung für den „Song des Jahres“, musste sich jedoch Halo von Lumix und Pia Maria geschlagen geben.